# Лиховцева, Елена Александровна
Еле́на Алекса́ндровна Ли́ховцева (род. 8 сентября 1975, Алма-Ата) — российская теннисистка и тренер, с 1992 до 1995 год выступавшая за Казахстан, в 1991 году за СССР; заслуженный мастер спорта России; победительница двух турниров Большого шлема в миксте (Уимблдонский турнир-2002, Открытый чемпионат Австралии-2007); финалистка семи турниров Большого шлема (четыре в женском парном разряде и три в миксте); финалистка двух Итоговых чемпионатов WTA (2001 и 2002) в парном разряде; победительница 30 турниров WTA (из них три в одиночном разряде); обладательница Кубка Федерации (2004); бывшая третья ракетка мира в парном рейтинге.

## Общая информация
Одна из двух детей бизнесмена Александра Лиховцева и его жены Валентины, физика по образованию. Её брата зовут Дмитрий.
Дважды выходила замуж. Первый брак был с её массажистом Михаилом Барановым и оформлен 21 сентября 1999 года в Лас-Вегасе. В сентября 2012 года у них родилась дочь Анастасия.
Пришла в теннис в 7 лет; первый тренер — Лилия Максимова; любимое покрытие — хард.
После распада СССР некоторое время представляла на турнирах Казахстан. В июле 1995 года, перед турниром в Сан-Диего, окончательно урегулировала все вопросы с гражданством России.

## Спортивная карьера

### Начало карьеры
Начала проявлять себя уже на юниорском уровне. В 1989 году выиграла юниорское первенство СССР, обыграв в финале Анну Смашнову. Пару лет спустя приняла участие в престижном международном турнире Orange Bowl и стала второй после Натальи Зверевой советской теннисисткой, кому удалось выиграть данное соревнование в возрастной категории до 18 лет. В финальном матче обыграла свою будущую соперницу по парным соревнованиям взрослого тура — аргентинку Паолу Суарес.
C 1992 года начала регулярно играть соревнования профессионального тура. Первый сезон принёс ей дебютный титул соревнованиях ITF (был взят 10-тысячник в Португалии) и первую победу над игроком топ-200. Через год Елена дебютировала в основных сетках соревнований WTA, пройдя отбор соревнования в Джакарте. Несколько месяцев спустя на крепком по составу турнире в Сан-Диего Лиховцева вновь начала борьбу в квалификации и, в итоге, прорвалась в четвертьфинал, оставив за бортом соревнований 64-ю ракетку мира Наталью Медведеву и 15-ю ракетку мира Натали Тозья. Данный успех позволил ей пробиться в топ-200 мирового рейтинга и несколько недель спустя дебютировать в отборе турнира серии Большого шлема, который Елена сходу прошла. Этого результата она достигла на Открытом чемпионате США, где смогла выиграть в основной сетке первый матч и пройти во второй раунд. Осенью Лиховцева сумела выиграть первый турнир в WTA-туре. Она стала победительницей зального соревнования в Монпелье. В решающем матче Елена обыграла бельгийскую теннисистку Доминик Монами со счётом 6-3, 6-4 Успехи сезона-1993 позволили Лиховцевой всего за два года преодолеть путь от подающего надежды юниора до игрока середины первой сотни взрослого рейтинга.
В 1994-95 годах Елена закрепилась в первой сотне и регулярно выступала на основных соревнованиях ассоциации, периодически отмечаясь в решающих стадиях небольших соревнований WTA и навязывая борьбу лидерам рейтинга на более крупных турнирах. В январе 1994 года она смогла выйти в третий раунд Открытого чемпионата Австралии. В том же году Лиховцева улучшила свои достижения на Больших шлемах, пройдя в четвёртый раунд Открытого чемпионата США. Осенью она вышла в четвертьфинал на Кубке Кремля в Москве. Сезон 1995 года Лиховцева начала с четвертьфинала турнира в Хобарте. В феврале она смогла выйти в финал зального турнира в Оклахома-Сити, обыграв в полуфинале № 15 в мире на тот момент Эми Фразьер (7-5, 2-6, 7-5). В решающем матче она проиграла № 13 в мире Бренде Шульц (1-6, 2-6). После этого результата Лиховцева вошла в топ-50. Далее она доиграла до четвертьфиналов турниров в Индиан-Уэллсе и Делрей-Бич. В 1995 году Лиховцева стала выступать под флагом России и в апреле дебютировала за новую сборную в отборочных этапах Кубка Федерации. Осенью Елена дважды доходила до четвертьфиналов (на турнирах в Москве и Лейпциге).

### 1996—1999 (топ-20 в одиночках и топ-10 в парах)
В 1996 году россиянка отметилась очередными этапными достижениями в своей карьере: на Открытом чемпионате Австралии она дошла до четвёртого круга, походу выбив из соревнований 4-ю ракетку мира и действующую на тот момент чемпионку — француженку Мэри Пирс (6-4, 6-4). В феврале Елена смогла выйти в полуфинал зального турнира в Оклахома-Сити. В мае на соревнованиях в Берлине, Лиховцевой удалось обыграть тогдашнюю 2-ю ракетку мира Аранчу Санчес — 6-3, 2-6, 6-0, и выйти в полуфинал. Испанская теннисистка затем взяла реванш у Елены, обыграв её в третьем раунде Открытого чемпионата Франции. На Уимблдонском турнире Лиховцева выступила чуть лучше, доиграв до четвёртого раунда. Летом она сыграла на первых для себя Олимпийских играх в Атланте, но выбыла уже в первом раунде, проиграв Мэри-Джо Фернандес. На Открытом чемпионате США она вновь проиграла на стадии третьего раунда Аранче Санчес-Викарио. Постепенно вышли на неплохой уровень парные результаты на турнирах WTA: после нескольких четверть- и полуфиналов на соревнованиях регулярного сезона Елена в США смогла впервые достигнуть четвертьфинала Большого шлема в дуэте с Анной Курниковой. В осенней части сезона Лиховцева лучше всего сыграла на турнире в Квебеке (полуфинал) и турнире в Окленде (четвертьфинал). Серия неплохих результатов по ходу сезона позволили Лиховцевой войти в число двадцати сильнейших теннисисток мира.
Начало сезона 1997 года принесло второй одиночный титул WTA — было выиграно январское соревнование в Голд-Косте, где в финале была переиграна Ай Сугияма — 3-6, 7-6(7), 6-3. В феврале она вышла в четвертьфинал турнира в Ганновере. В марте она достигла четвёртого раунда турнира в Майами. В мае на турнире в Страсбурге Лиховцева в дуэте с Ай Сугияма вышла в дебютный парный финал в Туре. Прошлогодней уровень результатов россиянке удержать не удалось и концу сезона Елена всё чаще проигрывала. Во второй половине сезона лучшими результатами стали четвертьфинал в Станфорде и третий раунд на Открытом чемпионате США. К декабрю она опустилась на 38-ю строчку рейтинга.
На старте сезона 1998 года Лиховцева совместно с Сугиямой выиграла первый парный титул WTA, взяв его на турнире в Голд-Косте. На Открытом чемпионате Австралии их дуэт отметился выходом в четвертьфинала, в одиночках Елена доиграла до третьего раунда, а наиболее успешно она сыграла в миксте, где в команде с Максимом Мирным прошла в полуфинал. В мае на грунтовом турнире в Страсбурге Лиховцева сумела выйти в полуфинал, обыграв 12-ю ракетку мира Натали Тозья. На Ролан Гаррос она доиграла до третьего раунда. В июне на траве в Бирмингеме Елена смогла доиграть до полуфинала, а на Уимблдонском турнире выбыла на стадии третьего раунда, проиграв № 1 в мире Мартине Хингис. В августе Лиховцева отметилась двумя четвертьфиналами: в Станфорде и Бостоне. Осенью лучше всего выступила на турнире в Люксембурге, сумев выйти на нём в полуфинал одиночного разряда и в альянсе с Ай Сугиямой выиграть главный приз парных соревнований. Лиховцева и Сугияма не остановились на достигнутом и выиграли в итоге три парных титула подряд, одержав победы на турнирах в Лейпциге и Филадельфии. Удачная игра в парном разряде позволила россиянке впервые достичь топ-10 парного рейтинга.
1999 год Лиховцева и Сугияма начали с победы на турнире в Сиднее. В одиночном разряде в этом сезоне россиянка смогла немного улучшить результаты. На Открытом чемпионате Австралии она завершила выступление в третьем раунде. В феврале стоит отметить выход в полуфинал в Ганновере и четвертьфинал в Париже. В Майами она доиграла до четвёртого раунда, а на первом для себя в сезоне турнире на грунте — Хилтон-Хед-Айленде, Елена вышла в четвертьфинал и выиграла у № 3 в мире Моники Селеш — 7-6(4), 6-2. Также на турнире в Хилтон-Хед-Айленде Лиховцева отметилась победы в парном разряде, где она выступила с чешкой Яной Новотной. В мае на турнире в Страсбурге Лиховцева остановилась в шаге от победного дубля. В одиночном турнире она вышла в финал, в котором уступила американке Дженнифер Каприати со счётом 1-6, 3-6. В парном же разряде совместно с Сугиямой Елена смогла увезти главный приз.
На Ролан Гаррос 1999 года Лиховцева вновь проиграла на стадии третьего раунда. Зато в женских парах с Сугиямой дошла до четвертьфинала, а в миксте с австралийцем Марком Вудфордом до полуфинала. На Уимблдонском турнире Лиховцева вновь не смогла преодолеть стадию третьего раунда, зато в миксте в тандеме с Марком Ноулзом вышла в полуфинал. Летом россиянка смогла войти в топ-20 одиночного рейтинга. На Открытом чемпионате США она добралась до стадии четвёртого раунда. Осенью Лиховцева выступала не очень успешно, но смогла в рейтинге подняться на самую высокую в карьере позицию — 15-е место. Это позволило россиянке впервые отобраться на Итоговый турнир, где россиянка проиграла в первом же раунде.

### 2000—2002 (победа на Уимблдоне в миксте)
Сезон-2000 принёс очередное достижение в карьере Елены — с пятой попытки ей удалось выиграть матч четвёртого круга на турнире Большого шлема и впервые пробиться в число восьми сильнейших на подобном соревновании. Для этого россиянка на Открытом чемпионате Австралии обыграла тогдашнюю четвёртую ракетку мира Серену Уильямс — 6-3, 6-3. В четвертьфинале она была близка к выходу в четвёрку сильнейших, но проиграла в трудном матче испанской теннисистке Кончите Мартинес — 3-6, 6-4, 7-9. В апреле она вновь сыграла с Мартинес в полуфинале турнира в Амелия-Айленд, но вновь проиграла. После этого результаты Лиховцевой пошли на спад. До осенней части сезона её лучшим выступлением был выход в третий раунд на Открытом чемпионате США. В парном разряде Большого шлема в Нью-Йорке ей удалось впервые пробиться в финал серии. Она сыграла в паре с Карой Блэк. В борьбе за престижный титул их команда проиграла дуэту Жюли Алар-Декюжи и Ай Сугияма — 0-6, 6-1, 1-6. В сентябре она сыграла на своей второй Олимпиаде, но неожиданно проиграла в первом раунде одиночных соревнований, а в парах (с Анастасией Мыскиной не смогла преодолеть второй раунд. В конце сезона Лиховцева смогла выйти в финал зального турнира в Лейпциге (в шестой раз за десять совместных матчей была обыграна Натали Тозья) и проиграла в нём Ким Клейстерс — 6-7(6), 6-4, 4-6. Второй раз в карьере она сыграла на Итоговом турнире в одиночном разряде, но снова проиграла в первом же раунде.
С 2001 года несколько ухудшились результаты Лиховцевой в одиночном разряде и улучшилась игра в парных выступлениях. Она начала очередной сезон с победы в парном розыгрыше турнира в Хобарте (с Карой Блэк). Там же Елена вышла в четвертьфинал в одиночках. Следующий раз в 1/4 финала в сезоне она попала в апреле на турнире в Чарлстоне. В мае Блэк и Лиховцева выиграли парный приз турнира в Гамбурге, вышли в финал турнира 1-й категории в Берлине и взяли титул на аналогичном турнире в Риме. На Ролан Гаррос Лиховцева лучше всего себя проявила в миксте, пройдя в полуфинал совместно с Махешом Бхупати. В июне на траве она показала хорошую форму и добилась заметных результатов. В одиночном разряде россиянка смогла выйти в четвертьфинал турнира в Бирмингеме, полуфинал в Истборне и третий раунд Уимблдона. В парном разряде в альянсе с карой Блэк она выиграла в Бирмингеме и вышла в финал в Истборне, а в миксте с Махешом Бхупати дошла до полуфинала Уимблдонского турнира.
В августе 2001 года Блэк и Лиховцева продолжили показывать сыгранную игру. Они выиграли парный приз на турнирах в Сан-Диего и Нью-Хейвене. Елена смогла подняться после этого на высокую 4-ю строчку в мировом парном рейтинге. На Открытом чемпионате США Блэк и Лиховцева добрались до полуфинала, а в одиночном разряде Елена смогла выйти в четвёртый раунд. Осенью Блэк и Лиховцева смогли выиграть ещё один титул на турнире в Лейпциге и дойти до финала Итогового турнира, в котором они проиграли Лизе Реймонд и Ренне Стаббс — 5-7, 6-3, 3-6. Лиховцева завершила сезон на 4-й позиции парного рейтинга.
На Открытом чемпионате Австралии в миксте, сыграв вновь в команде с Махешом Бхупати Елена достигла полуфинала. В апреле она взяла первый парный титул в сезоне — на турнире в Сарасоте в дуэте с Еленой Докич. В одиночном разряде дела складывались не очень хорошо, на Открытом чемпионате Франции Елена дошла до третьего раунда. Первого заметного результата в сезоне в одиночном разряде Лиховцева добилась на Уимблдоне, сумев выйти в четвертьфинал. На пути к нему она переиграла во втором раунде № 5 в мире Ким Клейстерс (7-6, 6-2). Также на Уимблдоне россиянка сыграла успешно во всех разрядах. В женской паре с Карой Блэк она смогла достичь полуфинала, а в миксте с Махешом Бхупати завоевать долгожданный титул Большого шлема. На Открытом чемпионате США Блэк и Лиховцева смогли доиграть до парного полуфинала. Осенью Елена отметилась двумя четвертьфиналами (в Ваиколоа-Виллидж и Токио и завершила год восьмой год подряд в топ-50. В парном разряде с Карой Блэк россиянка смогла выйти второй сезон подряд в финал Итогового турнира, где они вновь проиграли — на этот раз Елене Дементьевой и Жаннете Гусаровой (6-4, 4-6, 3-6).

### 2003—2004 (финал в Канаде и парные финалы Большого шлема)
В январе 2003 года Елена хорошо сыграла на турнире в Хобарте, сумев выйти в полуфинал в одиночках и выиграть парный приз совместно с Карой Блэк. В феврале она выиграла ещё один парный титул на небольшом турнире в Хайдарабад в тандеме с Иродой Тулягановой. Затем Лиховцева смогла выйти в финал в одиночках, осуществив это на турнире в Дохе. В решающей встрече она уступила соотечественнице Анастасии Мыскиной — 3-6, 1-6. В мае она прошла в 1/4 финала на крупном турнире в Берлине. На Ролан Гаррос её ждал полуфинал с Блэк в женской паре и финал с Бхупати в миксте. В августе на турнире в Сан-Диего Лиховцева вышла в четвертьфинал. На Открытом чемпионате США она доиграла до четвёртого раунда, а в парном разряде с Карой Блэк вышла в полуфинал.
В 2004 году в рамках подготовки к Олимпийским играм в Афинах стала наигрываться пара Кузнецова и Лиховцева. Россиянки смогли по ходу сезона показать хорошую игру и результат. Уже на старте сезона они смогли выиграть титул на первом совместном турнире в Голд-Косте. На Открытом чемпионате Австралии они смогли дойти до финала, в котором проиграли Вирхинии Руано Паскуаль и Паоле Суарес — 4-6, 3-6. В одиночном разряде в Австралии Лиховцева выбыла в третьем раунде. В феврале Елена, после двух парных финалов, в третьем подряд смогла выиграть. Произошло это в паре с Кузнецовой на турнире в Дохе. На американских супер-турнирах в Индиан-Уэллсе и Майами Лиховцева и Кузнецова дважды добрались до финала, но оба раза не смогли выиграть главный приз. В мае на грунтовом турнире в Риме Лиховцева переиграла № 5 в мире Анастасию Мыскину, но в следующем третьем раунде проиграла Франческе Скьявоне. На Открытом чемпионате Франции российская пара Кузнецова и Лиховцева вышли в финал уже второго Большого шлема подряд. Их соперницами, как и по финалу в Австралии, стали первые номера посева Руано Паскуаль и Суарес. Елена и Светлана не смогли найти решения как победить главных фаворитов и снова проиграли (0-6, 3-6). После выступления на Ролан Гаррос Лиховцева поднялась в топ-5 парного рейтинга, заняв 4-ю строчку.
Третьего финала Большого шлема подряд Кузнецова и Лиховцева добиться не смогли. На Уимблдонском турнире они проиграли в четвертьфинале. Одиночные результаты Елены по ходу сезона были весьма скромными. Тем удивительнее, оказалось её выступления в августе на турнире 1-й категории в Монреале. В первых раундах россиянка прошла таких теннисисток как: Мария Венто-Кабчи, Надежда Петрова и Франческа Скьявоне. В четвертьфинале она вышла на № 7 в мире американку Дженнифер Каприати и смогла победить со счётом 6-2, 7-5, В полуфинале Лиховцева обыграла ещё одну теннисистку из топ-10 — № 4 в мире Анастасию Мыскину — 6-3, 5-7, 6-4. Лиховцева неожиданно смогла выйти в финал турнира 1-й категории — единственный в его карьере в одиночных соревнованиях. В решающем матче её сопернице й была третья ракета мира Амели Моресмо и Елена потерпела разгромное поражение со счётом 1-6, 0-6.
После хорошего выступления в Канаде Лиховцева отправилась на Олимпиаду, чтобы сыграть парный турнир вместе с Кузнецовой. Ожидания болельщиков не оправдались, россиянки не смогли преодолеть второй раунд, проиграв французскому дуэту Натали Деши и Сандрин Тестю. Вернувшись после Олимпиады в США, Лиховцева смогла победить на турнире в Форест-Хиллс, победив в финале Ивету Бенешову — 6-2, 6-2. Елена выиграла свой 3-й и последний одиночный титул WTA в карьере. На Открытом чемпионате США в парном турнире Лиховцева снова сыграла в паре с Кузнецовой. Россиянки смогли выйти в третий парны финал Большого шлема из четырёх в сезоне. Во всех финалах их обыграла одна и та же пара: Вирхиния Руано Паскуаль и Паола Суарес. В США россиянки проиграли со счётом 4-6, 5-7, так и не сумев взять совместный Большой шлем. После этого Лиховцева ни разу не смогла выйти в финал Большого шлема в женском парном разряде. В сентябре Лиховцева смогла подняться на самую высокую в карьере позицию в парном рейтинге, заняв третье место мировой классификации. Осенью в одиночном разряде лучшим результатом россиянки стал четвертьфинал в Фильдерштадте, а в парах она выиграл 20-й парный титул WTA в карьере, завоевав его на турнире в Линце в дуэте с Жаннетой Гусаровой. В концовке сезона Лиховцева приняла участие в финале четырёх Кубка Федерации и стала обладательницей главного командного кубка в составе сборной России.

### 2005—2008 (титул в Австралии в миксте и завершение карьеры)

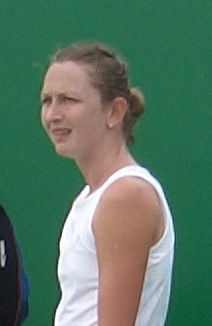
Лиховцева на Открытом чемпионате Австралии 2006 года

В 2005 году Лиховцева смогла продемонстрировать хорошие результаты в обоих разрядах. В начале сезона она выиграла парный приз турнира в Голд-Косте в альянсе с Магдаленой Малеевой. На Открытом чемпионате Австралии она вышла в третий раунд в одиночных соревнованиях. В феврале на зальном турнире 1-й категории в Токио Елена вышла в четвертьфинал, а в парах смогла стать победительницей, разделив этот успех с партнёршей Жаннетой Гусаровой. В мае она выиграла ещё один парный титул 1-й категории на грунтовом турнире в Берлине, где она играла в дуэте с Верой Звонарёвой. На Открытом чемпионате Франции Лиховцева показала пик формы и смогла впервые в карьере выйти в полуфинал Большого шлема в одиночках. Пройдя в первых раундах Юлиану Федак и Мариану Диас Олива, россиянка в третьем раунде сыграла против 18-го номера посева Сильвию Фарину и победила со счётом 7-5, 7-6(2). Затем в четвёртом раунде она прошла более статусную соотечественницу и № 5 в мире Елену Дементьеву — 7-6(3), 5-7, 7-5. В четвертьфинале Лиховцева обыграла Сесиль Каратанчеву (2-6, 6-4, 6-4), которая впервые играла на этой стадии Большо шлема. В борьбе за выход в финал Елена не нашла аргументов, чтобы обыграть француженку Мэри Пирс, разгромно проиграв — 1-6, 1-6. Результат, добытый на Ролан Гаррос, позволил 29-летней россиянке подняться на 15-е место в одиночном рейтинге.
На Уимблдонском турнире 2005 года Лиховцева доиграла до четвёртого раунда, где уступила ещё одной французской теннисистке Амели Моресмо. В парном разряде Уимблдона она смогла выйти в четвертьфинал в команде с Верой Звонарёвой. На Открытом чемпионате США Елена вновь смогла пройти в четвёртый раунд в одиночном разряде, где её соперницей, как и на Уимблдоне, оказалось Амели Моресмо, одержавшая ещё одну победу над россиянкой. После выступлений в США Лиховцева сыграла на небольшом турнире в Калькутте, пройдя там в полуфинал в одиночках и выиграв парный разряд совместно с Мыскиной. На Кубке Кремля в Москве в октябре она смогла обыграть 10-ю ракетку мира Патти Шнидер и вышла в четвертьфинал. По итогам сезона Лиховцева, показав стабильную игру, смогла занять 17-е место в одиночном и 7-е в парном разряде.
С 2006 года наметился некоторый спад в игре Лиховцевой, но она также стабильно выступала на соревнованиях WTA и уверенно занимала не последние места в топ-100 обоих рейтингов. На старте сезона она выиграла вместе с Звонарёвой парный титул турнира в Окленде. Это был 25-й парный турнир WTA в карьере Елены, на котором она одержала победу. На Открытом чемпионате Австралии Звонарёва и Лиховцева доиграли до четвертьфинала, а в миксте Елена, сыграв в паре с Даниэлем Нестором, доиграла до финала. В решающем матче канадско-российский дуэт обыграли статусные парники Махеш Бхупати и Мартина Хингис — 3-6, 3-6. Первый четвертьфинал в одиночках Лиховцева вышла в феврале на зальном турнире 1-й категории в Токио. В мае на турнире в Варшаве Елена сыграла в парном разряде с Анастасией Мыскиной и они смогли стать чемпионками турнира. На Ролан Гаррос в миксте Лиховцева и Нестор предприняли вторую попытку взять совместный титул Большого шлема, но вновь проиграли в финальном матче. На этот раз им нанесли поражение Ненад Зимонич и Катарина Среботник — 3-6, 4-6. В июне 2006 года Лиховцева дважды подряд вышла в четвертьфинал турниров на траве в Бирмингеме и Истборне, а на Уимблдоне доиграла до третьего раунда. Также в третьем раунде завершился для неё и Открытый чемпионат США.
С 2007 года Лиховцева выступала в парном разряде с более молодыми соотечественницами, выступая в качестве наставника и играющего тренера. В январе с Еленой Весниной она выиграла парный титул на турнире в Хобарте. На Открытом чемпионате Австралии, наконец-то, увенчалось успехом сотрудничество с Даниэлем Нестором. В соревнования в смешанных парах Лиховцева и Нестор смогли стать победителями, переиграв в финале белорусов Викторию Азаренко и Максима Мирного — 6-4, 6-4. Лиховцева, таким образом, завоевала второй титул серии Большого шлема в миксте в своей карьере, а также она выиграла свой последний трофей в профессиональной карьере теннисистки. В феврале на зальном турнире в Антверпене Елена прошла в 1/4 финала в одиночках, а в паре с Весниной сыграла в финале. В мае также с Весниной она вышла в парный финал турнира в Варшаве. В июне в одиночном разряде Лиховцева второй год подряд сыграла в 1/4 финала в Бирмингеме. На Уимблдонском турнире она вышла в четвертьфинал уже в парах, сыграв а тандеме с китаянкой Сунь Тяньтянь, а в миксте смогла дойти до полуфинала в команде с Нестором. В сентябре она в последний раз сыграла в парном финале, пройдя туда на турнире в Портороже.
Серьёзные проблемы в начале 2008 года с правым плечом привели Лиховцеву сначала к продолжительному пропуску турниров, а затем и к окончанию игровой карьеры. Последнем турниром в карьере стал Открытый чемпионат США.

### Национальные турниры
Вскоре после оформления российского гражданства Елена стала привлекаться в национальную команду в Кубке Федерации. Первые игры пришлись на матчи зонального турнира евро-африканской зоны 1995 года. За следующие девять лет лишь один сезон сборной в этом турнире обошёлся без участия Елены. Лиховцева провела за национальную команду 42 матча, победив в 26 встречах. Россия в эти сроки трижды сыграла в финале кубка и единожды в 2004 году взяла престижный командный кубок.
За свою карьеру Лиховцева трижды накануне Олимпиады набирала достаточный рейтинг, чтобы отобраться на их теннисный турнир. В 1996 и 2000 годах она играла одиночный турнир, а в 2000 и 2004 — парный. Удалось выиграть считанное число матчей и единственным заметным достижением стал статус первой пару турнира, который её дуэт со Светланой Кузнецовой получил на играх 2004 года.

### Тренерская карьера
После завершения игровой карьеры, Елена начала тренерскую карьеру в ФТР, ныне являясь одним из тренеров национальной команды в Кубке Федерации. Так же Елена Лиховцева является старшим тренером сборной команды России среди девочек, не старше 12 лет.
30 ноября 2010 года Елена была включена в Зал российской теннисной славы.
C 2008 года Лиховцева стала привлекаться различными каналами на теннисные передачи в качестве эксперта. Наиболее регулярно Елена появлялась в эфире русскоязычной версии телеканалов «Eurosport».

## Выступления на турнирах
- Экс-3-я ракетка мира в парном разряде.
- 2-кратная победительница турниров Большого шлема в миксте (Уимблдон-2002, Australian Open-2007).
- 7-кратная финалистка турниров Большого шлема (4 — в паре, 3 — в миксте).
- 14-кратная полуфиналистка турниров Большого шлема (1 — в одиночном разряде, 5 — в паре, 8 — в миксте).
- 2-кратная финалистка Итогового турнира WTA (2001-02) в парном разряде.
- Обладательница Кубка Федерации (2004) в составе национальной сборной России.
- Победительница 30 турниров WTA (3 — в одиночном разряде).
- Победительница одиночного турнира Orange Bowl (1991).